# Esprit Holdings
Esprit Holdings Limited (en chino tradicional, 思捷環球控股有限公司) es una compañía de cotización pública manufacturera de prendas de vestir, calzado, accesorios, joyería y artículos para el hogar bajo la marca Esprit. La compañía tiene su sede en Kowloon, Hong Kong, y en Ratingen (cerca de Düsseldorf), Alemania. En el año de comercial 2007-2008, Esprit Holdings Limited generó unas ventas en todo el mundo de en torno a €3.250 millones (a 30 de junio de 2008). Esprit opera más de 770 tiendas al detalle en todo el mundo y distribuye productos a más de 15.150 tiendas mayoristas en todo el globo. Esprit tiene más de 1,1 millones de metros cuadrados de venta minorista en 40 países.
La marca ESPRIT está licenciada a otros manufactureros. Además, el grupo también posee la marca de cosméticos Red Earth. El grupo posee un departamento de arquitectura que es responsable del diseño de las tiendas en todo el mundo.
El 27 de septiembre de 2011, Esprit Holdings Ltd. estaba valorada en bolsa en $1.400 millones habiendo perdido el 90 por ciento de su valor en cuatro años cuando estaba valorada en $20.000, sin embargo Credit Suisse valoraba la marca Esprit en $3.400 millones.

## Historia
La primera línea de moda establecida por Susie y Doug Tompkins fue vendida desde un autobús Volkswagen y la sede de la empresa era el apartamento de los Tompkins en San Francisco. Susie asumió la parte creativa y Douy Tomkins el rol financiero del negocio.
En 1979, fue desarrollado el logotipo de Esprit por John Casado.
La década de 1980 vio la introducción de la "Campaña Gente Real" (“Real People Campaign”), que fue lanzada por el fotógrafo Oliviero Toscani, utilizando para sus proyectos arquitectos y diseñadores, empezando con el italiano Ettore Sottsass, que desarrolló la primera sede de Esprit Europe en Düsseldorf. Se estableció el concepto general de las tiendas en el estilo movimiento de diseño de Memphis. Los arquitectos y diseñadores involucrados incluyeron a Antonio Citterio y Norman Foster.
En febrero de 2012 Esprit anunció que cerraba todas sus tiendas de venta en Norteamérica debido a que no eran competitivos en este mercado y estaban perdiendo dinero.
En mayo de 2018, se anunció que Esprit cerrará las 67 tiendas en Nueva Zelanda y Australia.
A fines de 2019, Esprit operaba 389 tiendas minoristas y alrededor de 4800 puntos de distribución mayorista.
Desde el 7 de abril de 2020, todas las tiendas Esprit en Singapur estaban cerradas y Esprit ya salió del mercado de Singapur, y el resto de países como Taiwán, Hong Kong, Malasia y Macao hicieron lo mismo el 30 de junio de 2020.
Esprit planea regresar a Asia, pero solo para Corea del Sur, Hong Kong, Macao, Malasia y Taiwán en 2022, no hay planes para abrir uno en Singapur.
La cadena de moda ha solicitado el 15 de mayo de 2024 en el Juzgado de Primera Instancia de Düsseldorf la declaración de insolvencia en régimen de autoadministración para su empresa matriz, Esprit Europe GmbH, y otras seis filiales alemanas.